# KBCニュース
『KBCニュース』（ケイビーシーニュース）は、九州朝日放送（KBCテレビ）で放送されているローカルニュース番組（スポットニュース）である。

## 概要
九州朝日放送の開局時から放送。テレビは同局制作のローカルニュースだけでなく、キー局の日本教育テレビ（現:テレビ朝日）発の全国ニュース『NETニュース 朝日新聞制作』のタイトルを差し替えていたものもあった（1969年12月31日いっぱいまで）。また、ラジオでは朝日新聞協力のスポットニュース『KBC朝日新聞ニュース』（ケイビーシーあさひしんぶんニュース）として放送されていたが、2018年3月頃から現在の（テレビと同じ）タイトルに統一した。

## テレビ

### テロップに関して
テロップは『ANNニュース』と同じものを使用しているが、見出し字のみ「ANN」を「KBC」に差し替えている。

### 放送時間

#### 平日
- 朝
  - 6:02頃 - 6:13頃 （『アサデス。KBC』内のアサトピに内包）
  - 6:44頃 - 6:57頃 （アサデス。KBC内のNEWSここ大事Part1に内包）
  - 7:12頃 - 7:14頃 （アサデス。KBC内のアサデスnewsとして放送）
  - 7:37頃 - 7:47頃 （アサデス。KBC内のNEWSここ大事Part2に内包）

- 昼
  - 月曜 - 金曜 11:57 - 12:00（『大下容子 ワイド!スクランブル』内の「ANNニュース」全国パート終了後ステブレレスで放送）
  - サワダデース内包前の月曜 - 木曜には原則として天気予報の放送は無し。ただし、月曜 - 木曜でも祝祭日にあたる日と、『サワダデス。』『サワダデース』の放送が無い金曜には天気予報があった（※2014年4月1日 - 9月26日までは『ワイド!スクランブル』（第1部）の飛び乗りネット（11:30）開始により、内包されていたが、9月29日よりKBCでは『ワイド!スクランブル』（第2部）の開始時間が12:30 - 13:45に変更された）。※但し、原則として天気予報は無しだったが、2017年の九州北部豪雨発生以降は天気予報もあった。
  - 2018年4月から2019年3月まで、月曜 - 木曜は『サワダデース』のコーナー「日刊!サワダジャーナル」に内包され、金曜日は11:40 - 11:45に単独番組扱いで放送されていた。

- 午後
  - 地元応援live Wish+内
  - 2013年1月7日から同年6月28日までは『今日のニュースピア』と題し、15:55 - 16:00に移動していた。その間、番組の跡地は14時台のサスペンスドラマなどの再放送枠に吸収されていた。2018年4月2日より、『シリタカ!』第1部が16:44 - 16:50放送されるため、廃枠となり、番組の跡地は14時台のサスペンスドラマなどの再放送枠に吸収された。
  - 2018年4月から2020年10月までは廃枠になっていた。その後、2020年10月に「Touch」が放送開始し、その中に最新ニュースを伝えるコーナーを内包している。

- 夜（最終版）
  - 月曜 - 金曜 23:10 - 23:15

#### 土曜
- 昼
  - 11:53.55 - 12:00 （『ANN NEWS』に内包）
- 午後
  - 15:55 - 16:00 （原則ローカルニュースを放送）
- 夕方
  - 17:48頃 - 17:55 （『ANNスーパーJチャンネル』に内包）
- 夜
  - 21:50 - 21:55（『サタデーステーション』に内包）

#### 日曜
- 昼
  - 11:51.55 - 11:55 （『ANN NEWS』に内包）
- 午後
  - 15:25 - 15:30 （※原則ローカルニュースを放送）
- 夕方
  - 17:48頃 - 17:55 （『ANNスーパーJチャンネル』に内包）
- 夜
  - 21:50 - 21:55（『有働Times』に内包）

#### 過去の放送時間
- 平日 11:40 - 11:45 （『ワイド!スクランブル・第1部』に内包）、13:55 - 14:00、15:55 - 16:00、土曜 15:55 - 16:00、20:54 - 21:00、日曜 15:55 - 16:00、20:54 - 21:00
- 土曜 『土曜もアサデス。』に内包。
- 土曜 22:10 - 22:15（『サタデーステーション』終了後）
- 日曜 17:50頃 - 17:55 （『報道ステーション SUNDAY』に内包）
- 日曜（土曜深夜） 0:25 - 0:30、月曜（日曜深夜） 0:50 - 0:55 （『ANN NEWS&SPORTS』に内包）
- 日曜（土曜深夜） 0:40 - 0:45（『ポータル ANNニュース&スポーツ』に内包）
- 日曜（土曜深夜） 0:20 - 0:25 （『TOKYO応援宣言』に内包）
- 日曜 21:50 - 21:55（『サンデーステーション』に内包）
- 月曜 - 木曜 14:00 - 14:02
- 金曜 14:04 - 14:06
- 月曜 - 木曜 23:10 - 23:15（オープニング・エンディング放送）
- 金曜 23:12:30 - 23:15(EPG上は23:12スタートであるが、冒頭30秒は『ルーツを歩こう』のCMと提供読みを放送していた（2020年6月終了）。また、オープニングなしで放送。エンディングは放送される。)
- 月曜 - 金曜 Touch内
※フジテレビジョンとのクロスネット関係があったときは、CXとその関連会社・共同テレビに制作を委託した「共同テレニュース」を放送したものもあった。

### 担当アナウンサー
平日朝はアサデス。KBCを参照。平日昼はKBCアナウンサーのシフト勤務。平日夜・土曜・日曜はフリーアナウンサーが担当。フリーアナウンサーは同じ時間帯のラジオニュースにも出演する。
フリーアナウンサー（2024年9月現在）
- 荒牧佳奈子
- 江藤麻未
- 軽部明香里
- 草野美幸
- 神尊美帆（こうそみほ、ひまわり号16期OG）
- 住吉香音（元KABアナウンサー）
- 髙橋早紀
- 内藤美樹
- 浜田しのぶ（元KBCアナウンサー）
- 宮本沙莉奈

#### 過去の担当アナウンサー
- 太田祐輔・細谷めぐみ - 『今日のニュースピア』時代に担当。
- 岡本憲明 - 土曜の夜と日曜の夜を担当。
- 塚越礼奈
- 久家佳子
- 工藤紋子（主に日曜昼間）
- 坂本麻美
- 米谷奈津子

## ラジオ
毎時55分を基本とするが、ワイド番組（PAO～Nなど）に内包している場合は50分や54分頃から、ワイド番組と同じスタジオから放送される。また、最終版ニュースは毎日24:00（0:00）に放送されていた。また、かつては平日の14:30頃に「KBC朝日新聞ヘッドライン」（ケービーシーあさひしんぶんヘッドライン）が放送されていた。
2020年10月5日から、これまでワイド番組に内包してきた、平日の正午前（11:55 - 12:00）と16時前（15:55 - 16:00）の時間帯を独立させ、ニュースと天気予報を送ることになった。また、2021年4月改編をもって、独立していた16時前のニュースを再び内包し、さらに、平日の最終版のニュースを、これまでの24時から22時前（21:55 - 22:00）に移した。
2024年4月改編をもって、最終版のニュース枠（21:55 - 22:00）を廃枠することになった。これによって、平日の独立版のニュース枠は12:55 - 13:00の放送枠のみになった。また、週末の放送枠も大幅に廃枠され、特に単独番組で放送されていたものはほとんどが『KBC MUSIC SPLASH』というパワープレイ番組に置き換わっている。

### KBC GoGo トピックス
「KBC GoGo トピックス」（ケービーシー・ゴーゴー・トピックス）は2021年4月に開始。『アサデス。ラジオ（ブランチ）』と『PAO〜N』に内包されているKBCニュースの改題版。
通常とは異なり、まずコーナー冒頭で数本のヘッドライン。その後「ではKBCニュースです」のコメントを前置いて1～2本通常のスタイルで紹介。さらにそのあとに『PAO〜N』では新聞記事などからピックアップして紹介する。
2022年3月末で終了し、『KBCニュース・天気予報』に戻された。